# Sacra di San Michele

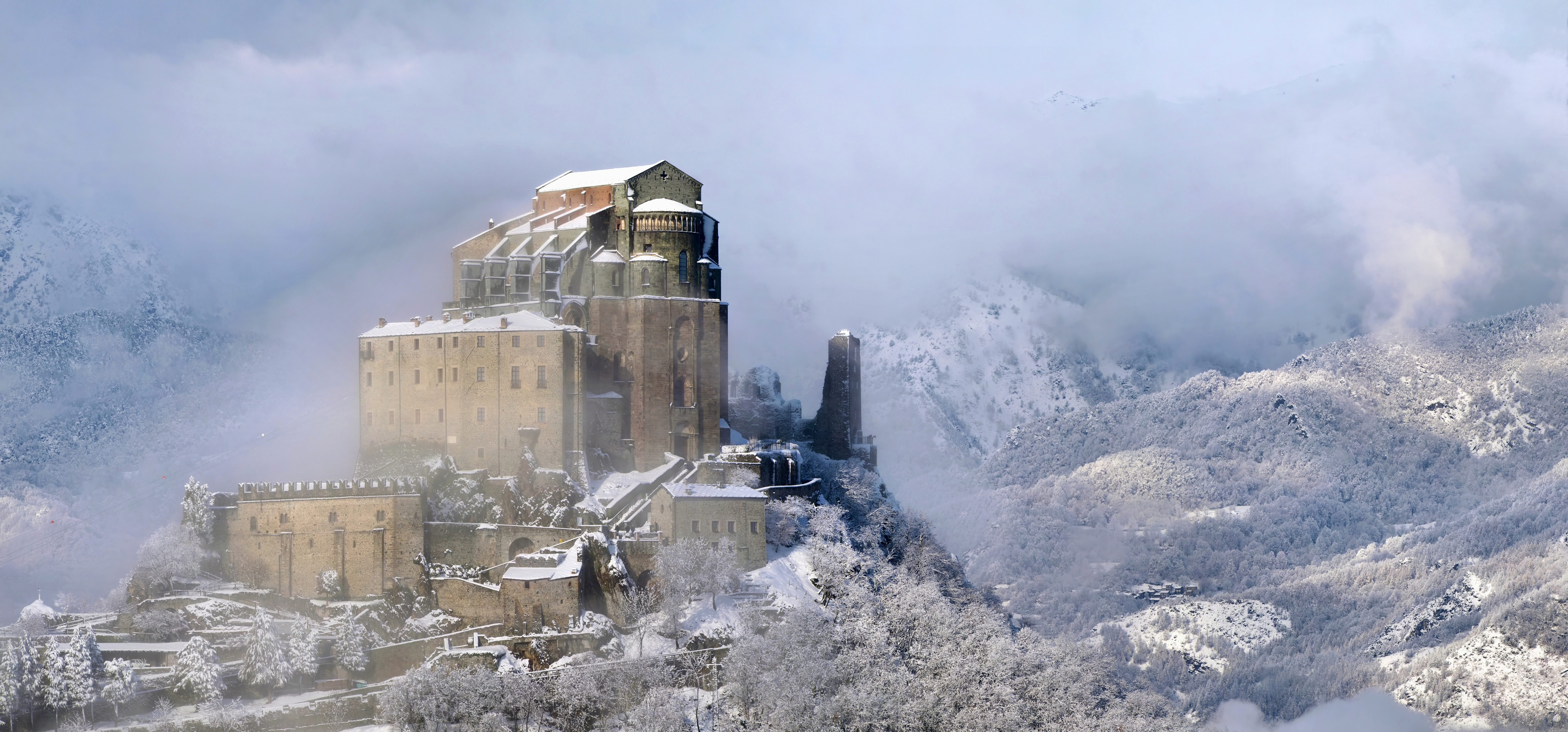
Sankt Michael im Januar

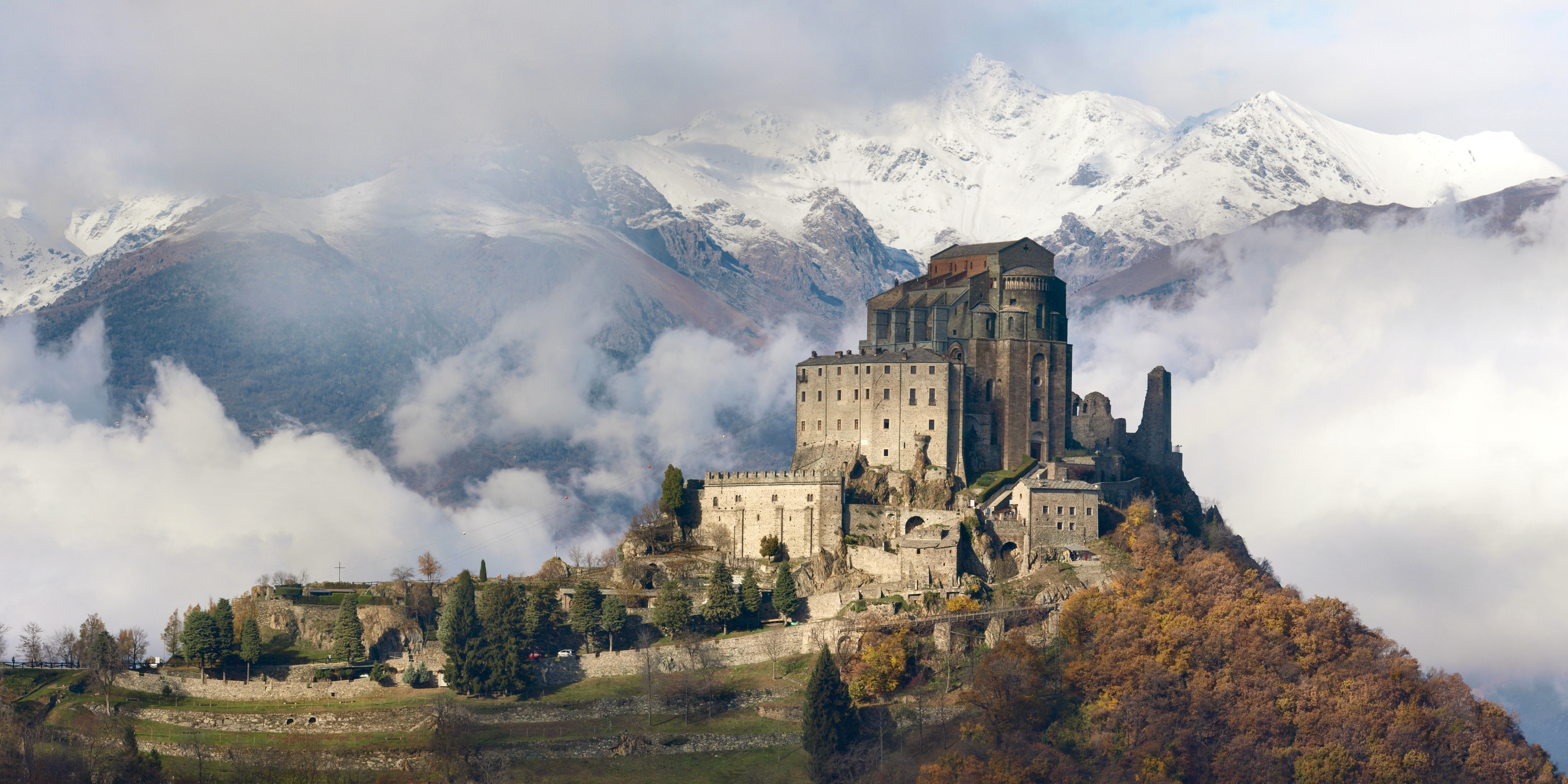
Die Abtei im November

Die Sacra ’d San Michel ëd la Ciusa – deutsch „Sankt Michael bei der Klus“; (italienisch Sacra di San Michele) – war eine Abtei des Benediktinerordens im Susatal in der norditalienischen Region Piemont. Der Ort ist dem Erzengel Michael geweiht. Gegenwärtig leben im Kloster die Rosminianer.

## Geographie
Das Kloster Sankt Michael liegt auf dem Monte Pirchiriano (962 m s.l.m.) beim Engnis am östlichen Ausgang des Susatals zwischen den Ortschaften Sant’Ambrogio di Torino und Chiusa di San Michele, etwa 35 km westlich von Turin. Mit seiner exponierten Lage und burgartigen Bauweise erinnert das Kloster an andere mittelalterliche Michaelskirchen und -klöster, etwa an Mont-Saint-Michel in der Normandie oder St Michael’s Mount in Cornwall.

## Geschichte
Nachdem die Kuppe wohl schon von den Ligurern und dann den Kelten befestigt worden war, errichteten die Römer, die die Cottischen Alpen zu einer ihrer Alpenprovinzen machten, ab 63 n. Chr. auf dem strategisch gut gelegenen Berg am Südrand der Alpen und am Weg zum Montgenèvrepass ein Militärlager. Im Frühmittelalter stand das Gebiet ab 569 unter der Herrschaft der Langobarden, bis es die Franken 773 eroberten. Zeitweise ließen sich ab 888 die Sarazenen in den Westalpen nieder.
Im späten zehnten Jahrhundert zog sich der Erzbischof von Ravenna Giovanni Vincenzo als Einsiedler auf den Berg zurück; man feierte ihn später als den Gründer der klösterlichen Niederlassung. Zur Einlösung eines Gelübdes stiftete Graf Hugo von Montboissier im Jahr 983 eine Klerikergemeinschaft; fünf Benediktiner bildeten den ersten Konvent. Unter dem Abt Adverto di Lezat aus Toulouse begannen die Bauarbeiten für die romanische Klosteranlage, die über der älteren kleinen Kirche entstand. Der Bauplan wird dem Architekten Wilhelm von Dijon, dem Abt von Fécamp, zugeschrieben. Die Bauzeit erstreckte sich bis ins 13. Jahrhundert, was sich in der Übernahme gotischer Architekturmotive manifestiert. Im Jahr 1255 fand die feierliche Einweihung der Klosterkirche statt.
Das Kloster wurde im Hochmittelalter zum Rastplatz für Rompilger auf der Via Francigena und zum bedeutenden politischen Mitspieler mit weit verstreutem Besitz.
Nach einem politischen Streit innerhalb des Hauses Savoyen, bei dem sich der Abt von San Michele Peter III. auf die Seite des rebellischen Jakob von Savoyen-Achaia gestellt hatte, bewirkte der mächtige «Grüne Graf», Amadeus VI. von Savoyen, von Papst Urban VI. die Aufhebung der Souveränität des Abtes. Das Kloster Sankt Michael wurde als Kommende organisiert und verlor nach und nach seine politische Bedeutung und seine Ausstrahlung. Die bestand bis 1622, als sie nach jahrhundertelangem Schattendasein auf Intervention des  Kardinals Moritz von Savoyen von Papst Gregor XV. aufgehoben wurde. Mit den noch verbliebenen Einkünften von Sankt Michael wurde in der Nähe die Kollegiatkirche Sankt Lorenz von Giaveno errichtet. Die Kleriker von Sankt Lorenz stellten die Unterhaltsarbeiten am Kloster auf dem Berg ein und überließen es dem Zerfall. 1817 wurde die früher unabhängige Sacra dem Bistum Susa unterstellt.
Nach zweihundertjährigem Verfall wurde es 1836 auf Initiative des Königs von Savoyen Carlo Alberto unter Papst Gregor XVI. den Rosminianern anvertraut. Auf königliche Anweisung wurden die sterblichen Überreste von 24 Persönlichkeiten des königlichen Hauses feierlich aus dem Turiner Dom nach Sankt Michael gebracht und dort neu bestattet.
Um 1900 leitete der Architekt und Denkmalpfleger des Piemont Alfredo d’Andrade die Restaurierung der Klosterkirche; er ließ verschiedene Ergänzungen am Baukomplex im neuromanischen Stil ausführen.
Seit 1994 ist dieses Bauwerk ein Symbol der Region Piemont.
Das Kloster inspirierte den Schriftsteller Umberto Eco zu seinem historischen Roman Der Name der Rose. Bei der Verfilmung des Stoffes durch Jean-Jacques Annaud um 1985 war zunächst geplant, wichtige Szenen ebenfalls auf Sankt Michael zu drehen, was jedoch aus organisatorischen Gründen nicht möglich war. Bei einem Brand im Januar 2018 entstand an den Dächern des Klosters erheblicher Sachschaden.

## Liste der Äbte von Sacra di San Michele

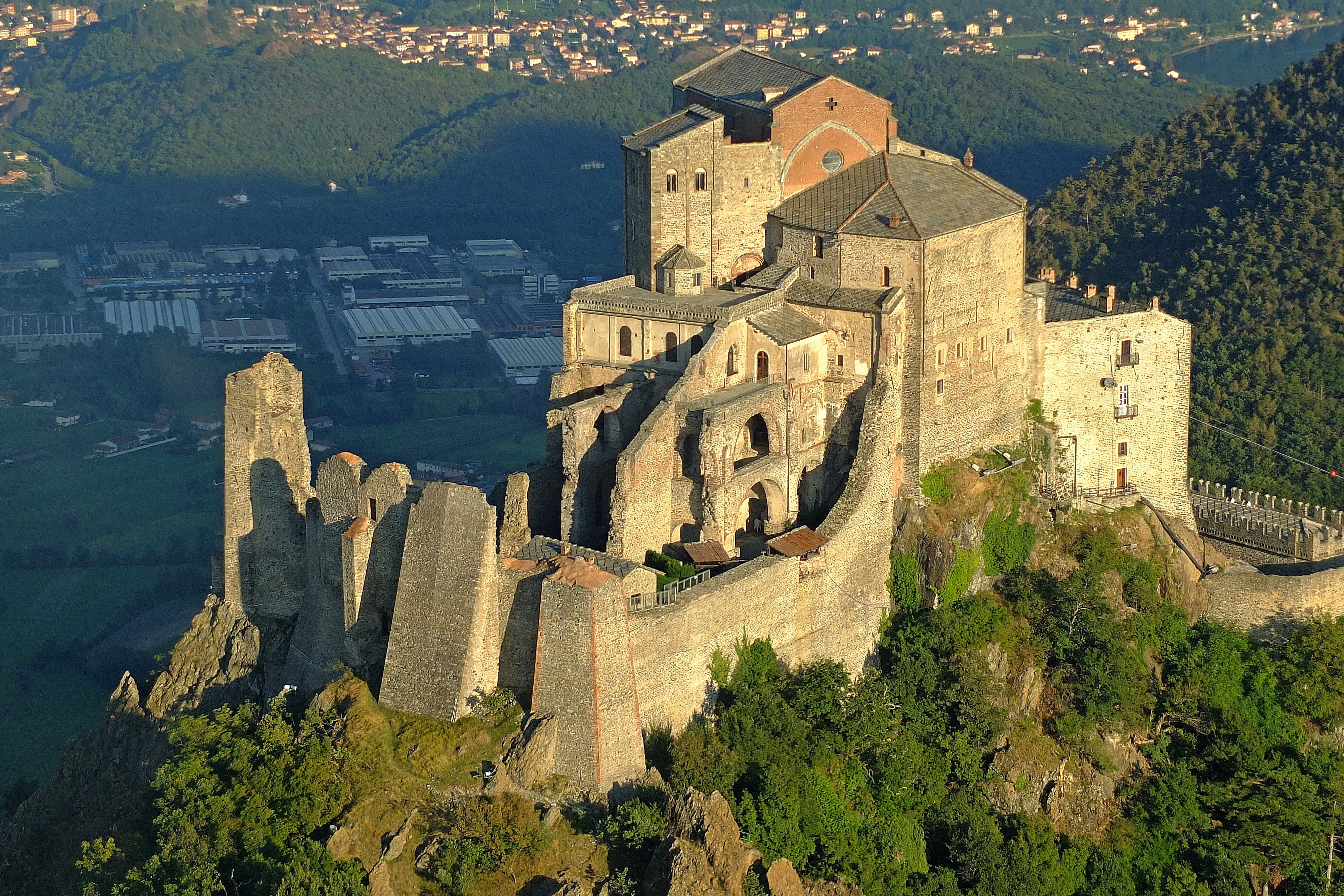
Die Südseite des Komplexes

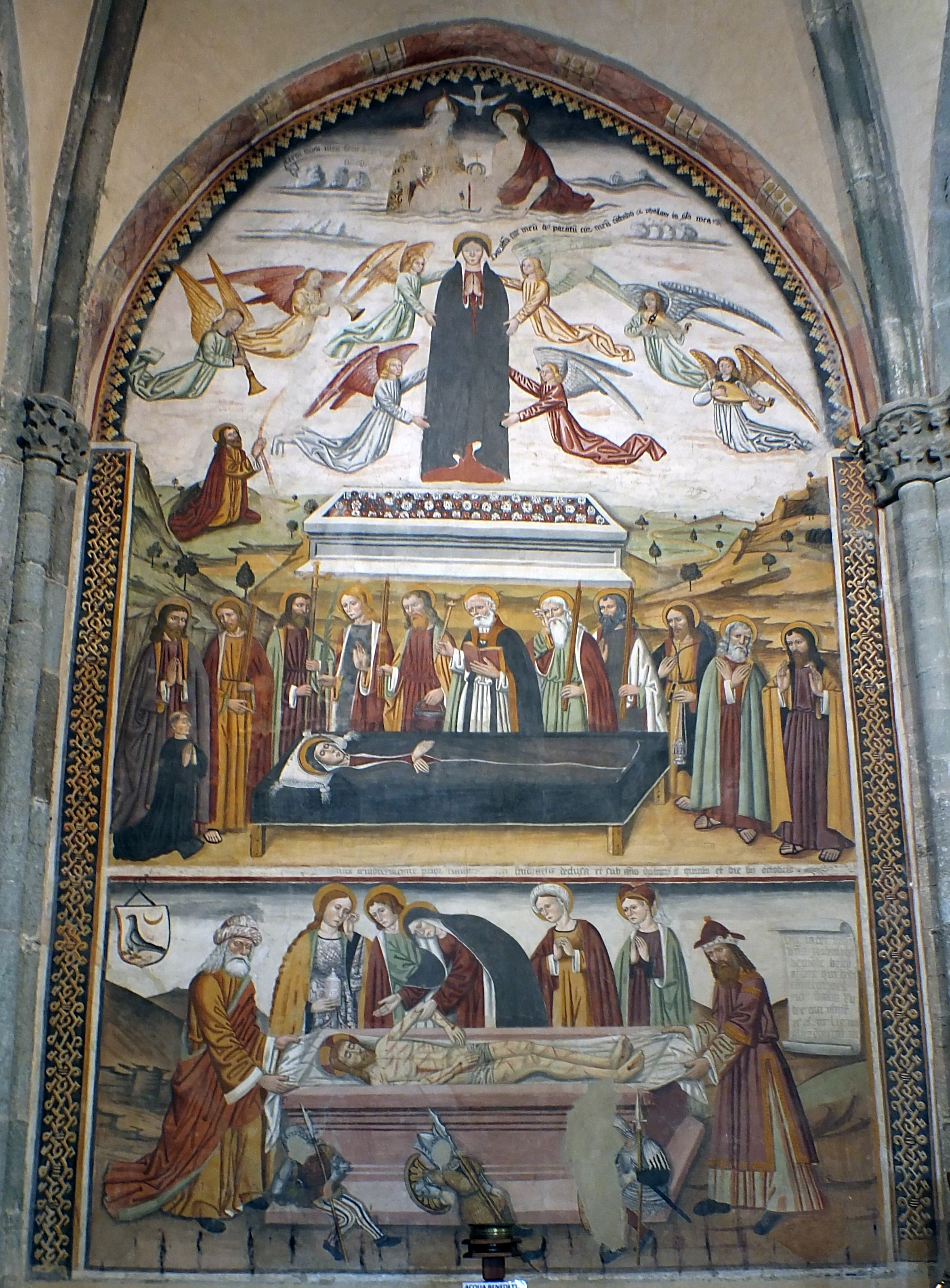
Fresko der Aufnahme Mariens in den Himmel von 1505 im Inneren der Kirche

### Äbte
Von der Gründung bis 1380 hatte das Kloster 27 Äbte aus dem Mönchsstand, die in der folgenden Liste mit ihrer Amtszeit aufgeführt sind::
- Advertus (999–1002)
- Benedikt I. (1002–1045)
- Peter I. (1045–1066)
- Benedikt II. (1066–1091)
- Wilhelm I. (1091–1095)
- Ermenegaldo (1095–1124)
- Gaufrido (1124–1142)
- Bonifazius I. (1142–1148)
- Stefan (1148–1170)
- Benedikt III. (1170–1200)
- Peter II. (1200–1227)
- Elia (1227–1239)
- Matthäus (1239–1244)
- Wilhelm II. De La Chambre (1244–1261)
- Decanus (1261–1283)
- Raimund (1283–1292)
- Richard (1292–1298)
- Andreas (1298–1308)
- Antonius (1308–1310)
- Wilhelm III. von Savoyen (1310–1325)
- Rudolf von Mombello (1325–1359)
- Hugo von Marbosco (1359–1361)
- Giacomo (1361–1362)
- Pietro di Fongeret (1362–1379)

### Kommendataräbte
Von 1381 bis 1826 unterhielt die Abtei 26 Kommendataräbte:
- Guido di Saorgio (1381–1391)
- Guglielmo di Challant (1391–1408)
- Amédée VI de Montmayeur (1408–1411)
- Antoine de Challant (1411–1421)
- Giovanni Seyturier (1421–1446)
- Guglielmo di Varax (1446–1461)
- Giovanni di Varax (1461–1503)
- Urbano di Miolans (1503–1522)
- Giovanni Battista Pallavicino (1522–1535)
- Bonifacio Ferrero (1535–1535)
- Filiberto Ferrero (1535–1538)
- Francesco Ferrero (1538–1549)
- Filiberto Ferrero (1549–1560)
- Guido Ferrero (1560–1585)
- Michele Bonelli (1585–1598)
- Lorenzo Capris (1598–1603)
- Emanuele Filiberto (1603–1604)
- Giovanni Botero (1604–1611)
- Moritz von Savoyen, Kardinal (1611–1642)
- Anton von Savoyen (1642–1698)
- Eugen von Savoyen-Soissons (1689–1736)
- Giovanni Giacomo Millo, Kardinal (1742–1757)
- Carlo Alberto Guidobono Cavalchini, Kardinal (1759–1777)
- Sigismondo Gerdil (1777–1818)
- Cesare Garretti dei Conti di Ferrere (1818–1826)
- Giuseppe Cacherano dei Conti di Bricherasio (1826)